# Pleißewiesen Windischleuba
Pleißewiesen Windischleuba este o arie protejată (arie specială de conservare — SAC, sit de importanță comunitară — SCI) din Germania întinsă pe o suprafață de 219 ha, integral pe uscat.

## Localizare
Centrul sitului Pleißewiesen Windischleuba este situat la coordonatele 51°00′24″N 12°29′21″E / 51.0067°N 12.4892°E.

## Înființare
Situl Pleißewiesen Windischleuba a fost declarat sit de importanță comunitară în septembrie 2000 pentru a proteja 19 specii de animale. Situl a fost protejat și ca arie specială de conservare în iulie 2008.

## Biodiversitate
Situată în ecoregiunea continentală, aria protejată conține 7 habitate naturale: Lacuri eutrofice naturale cu vegetație de tip Magnopotamion sau Hydrocharition, Cursuri de apă de la nivel de câmpie la nivel montan, cu vegetație Ranunculion fluitantis și Callitricho-Batrachion, Liziere de ierburi înalte hidrofile de câmpie și de nivel montan până la alpin, Fânețe de joasă altitudine (Alopecurus pratensis, Sanguisorba officinalis), Pante stâncoase silicioase cu vegetație casmofită, Păduri de stejar și carpen Galio-Carpinetum, Păduri aluvionare cu Alnus glutinosa și Fraxinus excelsior (Alno-Padion, Alnion incanae, Salicion albae).
La baza desemnării sitului se află mai multe specii protejate:
- păsări (15): pescăruș albastru (Alcedo atthis), fâsă de luncă (Anthus pratensis), barză albă (Ciconia ciconia ciconia), barză neagră (Ciconia nigra), Corvus monedula, lăstun de casă (Delichon urbicum), șoimul rândunelelor (Falco subbuteo), rândunică (Hirundo rustica), sfrâncioc roșiatic (Lanius collurio), gaia neagră (Milvus migrans), gaia roșie (Milvus milvus), codobatura galbenă (Motacilla flava), pițigoi-pungar (Remiz pendulinus), mărăcinar (Saxicola rubetra), nagâț (Vanellus vanellus)
- mamifere (1): vidră de râu (Lutra lutra)
- nevertebrate (3): phengaris nausithous (Maculinea nausithous), Maculinea teleius, Ophiogomphus cecilia

Pe lângă speciile protejate, pe teritoriul sitului au mai fost identificate 5 specii de amfibieni, 15 specii de nevertebrate, 1 specie de reptile.